# Mali Petrič
Mali Patrič (en serbe cyrillique : Мали Петрич) est une forteresse située au Kosovo, sur le territoire du village de Nerodimja e Epërme/Gornje Nerodimlje, dans la commune/municipalité de Ferizaj/Uroševac, district d'Uroševac (MINUK) ou district de Kosovo (Serbie). Elle figure sur la liste des monuments culturels d'importance exceptionnelle de la République de Serbie.

## Présentation
Construite au XIVe siècle en même temps que sa voisine de Veliki Petrič, la forteresse était destinée à défendre l'ensemble palatial de Nerodimlje, à l'ouest de Ferizaj/Uroševac. Après la victoire de Stefan Dušan (roi de 1331 à 1346 ; empereur de 1346 à 1355) lors de la bataille de Nerodimlje en 1331, son adversaire Stefan Dečanski (1322—1331) se réfugia dans la forteresse de Veliki ou de Mali Patrič mais, assiégé, il fut contraint de se rendre.
Mali Petrič est située à environ 860 m d'altitude ; la forteresse domine la Mala reka, qui, à environ 4 km en aval, mêle ses eaux à celles de la Golema reka pour former la rivière Nerodimka. La forteresse, complètement en ruine, est recouverte d'une dense végétation. Le site n'est ni entretenu ni exploré.